# Saonara
Saonara (Saonara in veneto) è un comune italiano di 10 666 abitanti della provincia di Padova in Veneto, situato a est del capoluogo.

## Origini del nome
"Saonara" potrebbe derivare da sapo, ovvero un particolare terreno argilloso dalla consistenza simile al sapone; si tratta di un termine latino mutuato dal germanico attraverso la Gallia, e questo collocherebbe il toponimo in epoca carolingia. Altrimenti, si tratterebbe di un fitotoponimo legato alla Saponaria officinalis, pianta tuttora diffusa nel territorio.

## Storia
Il territorio, fertile e ricco di risorse idriche, nonché prossimo all'antico insediamento di Padova, fu certamente abitato sin dall'epoca preistorica. In epoca romana furono migliorati i collegamenti (tra tutti spicca la via Annia) e venne potenziata l'agricoltura mediante la centuriazione. Di questo periodo restano numerosi reperti, come sepolture, monete, vasellame e un cippo miliare.
Dopo le invasioni barbariche, Padova decadde e perse il controllo del suo territorio. Ma già nell'897 Berengario I restituiva la Saccisica, e quindi anche Saonara, al vescovo di Padova Pietro. Il paese è però citato per la prima volta, come Sabonaria, il 9 gennaio del 1080, quando la donazione di Berengario fu confermata al vescovo Olderico.
Nei documenti successivi si accenna all'organizzazione religiosa dell'epoca, con la presenza delle cappelle di Saonara e Villatora (dipendenti rispettivamente dalle pievi di Sant'Angelo di Sacco e Santa Maria di Sarmazza) e del monastero delle Muneghette.
Dopo la parentesi ezzeliniana, la Saccisica tornò a far parte dei domini di Padova di cui seguì le sorti. Entrò nell'orbita della Serenissima all'inizio del XV secolo, quando fu abbattuta la signoria dei Carraresi.
Il periodo veneziano garantì stabilità politica e sviluppo economico, anche se le condizioni della popolazione risultavano sempre miserevoli, periodicamente colpita da catastrofi naturali ed epidemie. L'agricoltura fu monopolizzata dagli esponenti del patriziato che fecero costruire presso le loro proprietà sontuose ville venete.
Questa situazione di equilibrio fu sconvolta dalla caduta della Repubblica (1797). Il Veneto subì l'avvicendarsi delle dominazioni francese e austriaca, per divenire definitivamente austriaca dopo l'istituzione del Regno Lombardo-Veneto. Durante questo governo si lavorò alle opere di bonifica che risolsero il problema delle frequenti alluvioni e inondazioni.
Della storia più recente si ricorda l'eccidio di quarantaquattro civili, tra cui un bambino di quattro anni, perpetrato da soldati tedeschi in ritirata il 28 aprile 1945.
Nel secondo dopoguerra Saonara, da centro prettamente agricolo, ha subito un forte sviluppo industriale gravitante attorno a Padova.

### Simboli
Lo stemma comunale è stato concesso con regio decreto dell'8 aprile 1940.
Il gonfalone è un drappo di azzurro

## Monumenti e luoghi d'interesse

### Architetture religiose
Chiesa parrocchiale di San Martino VescovoParrocchiale di Saonara, sorge su una preesistente chiesa ricordata per la prima volta in un documento del 1130. L'attuale struttura è sorta nel 1750 su iniziativa del parroco Dott. A. Scaramella, completata nel 1798 dall'adiacente campanile eretto da D. Bortolo Pozza. La parrocchiale venne consacrata l'8 maggio 1915 dall'allora vescovo della Diocesi di Padova Luigi Pellizzo. Al suo interno sono presenti alcune pregevoli opere pittoriche tra le quali una pala dove è ritratto san Martino di Tours, opera del pittore padovano Vincenzo Gazzotto, e due tele del Vicari, tutte eseguite nel 1860. Sono inoltre presenti, come decorazione dell'altare maggiore, due statue di angeli opera del Bonazza, opere così come tutti gli altari presenti, provenienti dalla chiesa padovana di Sant'Agostino.
Chiesa parrocchiale dei Santi Simone e GiudaParrocchiale di Villatora, l'attuale edificio risale al 1780, sorto in sostituzione dell'ormai angusta chiesa citata in un documento del 1171 tra le cappelle dipendenti dalla pieve di Santa Maria di Sarmazza. Consacrata nel 1919, venne in seguito interessata da lavori di ampliamento durante i tardi anni cinquanta. L'opera più antica all'interno della chiesa è il bassorilievo in pietra della Vergine con il Bambino (di anonimo, seconda metà del XVII secolo o prima metà del XVIII secolo), i due angeli in marmo ai lati dell'altare maggiore sono stati scolpiti verso la fine del XVIII secolo da Giuseppe Danieletti, è opera di Demetrio Alpago la raffigurazione ottocentesca dei Santi Simone Apostolo e Giuda Taddeo infine nel 1987 sono state aggiunte ai lati del presbiterio le due tele di Ernani Costantini La Pentecoste e L'incredulità di Tommaso.
Chiesa di Santa Maria Assunta, detta delle MuneghetteEra in origine annessa a un monastero di benedettine di cui non resta traccia da cui deriva il soprannome (muneghette, dal veneto munega ovvero suora). Questo complesso, documentato dall'inizio del XIII secolo, doveva rivestire una certa importanza, ma ai primi del XVI secolo fu aggregato al monastero di Sant'Anna di Padova, per essere poi definitivamente soppresso nella seconda metà dello stesso secolo. La chiesa, che un tempo era dotata di tre navate, si presenta oggi come un modesto oratorio a navata unica; recentemente sono stati portati alla luce i resti di alcuni affreschi risalenti alla fine del XV secolo.

### Architetture civili
A Saonara sorge villa Valmarana, nota per lo straordinario giardino romantico progettato da Giuseppe Jappelli nel 1816.

## Società

### Evoluzione demografica
Abitanti censiti

## Economia
È consolidata una grande attività florovivaistica che caratterizza in modo esclusivo tutto il territorio di Saonara e limitrofo. Da alcuni anni esiste una manifestazione fieristica per promuovere l'attività del settore florovivaistico, denominata Festa di Primavera, durante la quale alcuni vivaisti riproducono nelle piazze del paese veri e propri giardini, con terra di riporto, erba, fiori e piante.

## Cultura e spettacolo
La conduttrice televisiva Eleonora Daniele e la cantante Chiara Galiazzo sono originarie di Saonara.

## Amministrazione

### Sindaci dal 1991[16]
| Periodo | Periodo   | Primo cittadino  | Partito                     | Carica  | Note |
| ------- | --------- | ---------------- | --------------------------- | ------- | ---- |
| 1991    | 1995      | Pierino Bordin   | Liga Veneta                 | Sindaco |      |
| 1995    | 1998      | Fabio Amato      | Centro                      | Sindaco |      |
| 1998    | 2002      | Roberto Daniele  | Centro                      | Sindaco |      |
| 2002    | 2007      | Antonio Schiavon | Centro-sinistra             | Sindaco |      |
| 2007    | 2012      | Andrea Buso      | Lista civica                | Sindaco |      |
| 2012    | 2022      | Walter Stefan    | Lista civica                | Sindaco |      |
| 2022    | in carica | Michela Lazzaro  | Lista civica Saonara domani | Sindaco |      |

### Altre informazioni amministrative
Celeseo ha una curiosa situazione amministrativa. Il territorio della frazione di Celeseo è suddiviso in tre comuni: Vigonovo, Saonara, Sant'Angelo di Piove di Sacco. La chiesa (Presentazione della B.V. Maria) della parrocchia di Celeseo (1 620 abitanti) è nel territorio di Sant'Angelo di Piove di Sacco.